# Purificação (voleibolista)
 Roberto Carlos Brito da Purificação  (Salvador, 28 de maio de 1979) é voleibolista indoor brasileiro, atuante na posição de  Central , possui vasta experiência em clubes nacionais e internacionais e que representando o país através da Seleção Brasileira na categoria juvenil  foi medalhista de ouro  no Campeonato Mundial  de 1997 realizado no Bahrein.

## Carreira
Purificação começou a praticar voleibol na rua no auge da conquista da medalha de ouro pela seleção masculina nos Jogos Olímpicos de Barcelona em 1992, de origem humilde, é o filho caçula de uma família de nove irmãos, logo cedo precisou trabalhar para o sustento familiar, exercendo a função de Office boy em um condomínio, ao invés de exercer sua atribuição: efetuar pagamentos em agências bancárias dos moradores do condomínio, ele ia jogar voleibol, resultado foi demitido por atrasar os pagamentos, a partir disso,  resolveu focar-se na carreira de atleta.
Participando de um torneio amador no Estado do Paraná, seu desempenho chamou atenção do técnico Luizomar de Moura  que o convidou para treinar em São Caetando do Sul e assim inicia sua trajetória profissional, sendo que este soteropolitano passaria a defender o Chapecó/São Caetano de 1996-1999.Em 1997 foi convocado para Seleção Brasileira na categoria juvenil, ocasião que viajou com a equipe que disputou o Campeonato Mundial Juvenil sediado em Manama-Bahrein, conquistando o vice-campeonato nesta edição.
Transferiu-se para Barão/ Hering onde foi campeão Catarinense de 1999 e da Copa do Brasil 1999, terminando na décima segunda posição da Superliga Brasileira A 1999-00.Renovou por mais uma temporada com o Bunge/Barão, sagrando-se bicampeão catarinense de 2000 e também da Copa do Brasil, e terminou na décima colocação do Superliga Brasileira A 2000-01.
Em 2001 acerta com o Bento Gonçalves por uma temporada , conquistando o título do Campeonato Gaúcho e terminou em décimo primeiro lugar da Superliga Brasileira A 2001-02.Ao final do contrato com o time gaúcho,  transferiu-se para o voleibol português, onde defendeu  o Castelo da Maia Ginásio Clube na Liga A Portuguesa 2002-03 sagrando-se campeão e conquistou o ouro da Taça de Portugal correspondente a esta temporada.
Foi contratado pelo Vitória de Guimarães e disputou a Liga A Portuguesa 2003-04 e nesta edição foi bronze, e foi eleito o Melhor Atacante da competição. Por duas temporadas assinou com o Sport Clube Lisboa Benfica disputando por este a Liga A Portuguesa 2004-05, na qual foi campeão,   e  eleito o Melhor Bloqueador da edição e ainda foi campeão da Taça de Portugal referente a esta temporada. Na temporada 2005-06 não subiu ao pódio como na edição passada,mas foi campeão da Taça de Portugal 2005-06.
De volta ao Brasil, Purificação defende o Sada/Betim na Liga Nacional de 2006, terminando com o bronze e na temporada 2006-07 terminou em sexto lugar na Superliga Brasileira A 2006-07.
Na temporada 2007-08 defendeu o clube esloveno do OK Salonit terminando nesta com o vice-campeonato e  foi eleito o Melhor Central e Melhor Bloqueador da Liga A Eslovena 2007-08.
Retornou  ao Sport Clube Lisboa Benfica na temporada 2008-09, sendo terceiro colocado na Liga A Portuguesa 2008-09,    e voltou ao voleibol brasileiro para jogar na  Fátima/Medquímica/SPFC/UCS, onde disputou a Superliga Brasileira A 2009-10, avançando as quartas de final, finalizando em sexto lugar.
Transferiu-se para o Fátima/Medquímica/Sogipa e disputou a Superliga Brasileira A 2010-11 encerrando na décima segunda posição.
Purificação acertou com a APAV/ Canoas para reforçá-lo na temporada 2011-12, equipe pela qual disputou a edição da Superliga Brasileira B 2012, conquistando o título e o acesso a Superliga Brasileira A.
Disputou pelo Medley/Campinas a edição da Superliga Brasileira A 2012-13 encerrando na quinta colocação. Na temporada seguinte volta a defender o Bento Vôlei, conquistando o ouro do Campeonato Gaúcho  de 2013 e eleito o Melhor Bloqueio da edição. Estava inscrito para disputar a Superliga B de 2014, mas a equipe do Bento Vôlei o comunicou  o desligamento do grupo que estava disputando tal competição, alegando que o atleta não se enquadrava na filosofia do clube, retornando a Bento Gonçalves.

## Clubes
| Clube                         | País      | De   | Até  |
| Chapecó/São Caetano           | Brasil    | 1996 | 1999 |
| Barão/ Hering                 | Brasil    | 1999 | 2000 |
| Bunge/Barão                   | Brasil    | 2000 | 2001 |
| Bento Gonçalves               | Brasil    | 2001 | 2002 |
| Castelo da Maia Ginásio Clube | Portugal  | 2002 | 2003 |
| Vitória de Guimarães          | Portugal  | 2003 | 2004 |
| Sport Clube Lisboa Benfica    | Portugal  | 2004 | 2006 |
| Sada Cruzeiro                 | Brasil    | 2006 | 2007 |
| OK Salonit                    | Eslovênia | 2007 | 2008 |
| Sport Clube Lisboa Benfica    | Portugal  | 2008 | 2009 |
| Fátima/Medquímica/SPFC/UCS    | Brasil    | 2009 | 2010 |
| Fátima/Medquímica/Sogipa      | Brasil    | 2010 | 2011 |
| APAV/ Canoas                  | Brasil    | 2011 | 2012 |
| Medley/Campinas               | Brasil    | 2012 | 2013 |
| Bento Vôlei                   | Brasil    | 2013 | 2014 |

## Títulos e Resultados
- 1999-Campeão do Campeonato Catarinense[1]
- 1999-Campeão do Copa do Brasil[1]
- 1999-00- 12º Lugar da Superliga Brasileira A[3]
- 2000-Campeão do Campeonato Catarinense[1]
- 2000-Campeão do Copa do Brasil[1]
- 2000-01- 10º Lugar da Superliga Brasileira A[3]
- 2001-Campeão do Campeonato Gaúcho[1]
- 2002-03-Campeão da Liga A Portuguesa
- 2002-03-Campeão da Taça de Portugal[1]
- 2003-04- 3º Lugar da Liga A Portuguesa
- 2004-05-Campeão da Taça de Portugal[1]
- 2005-06-Campeão da Taça de Portugal[1]
- 2004-05-Campeão da Liga A2 Portuguesa
- 2006- 3º Lugar da Liga Nacional[4]
- 2006-07- 6º Lugar da Superliga Brasileira A[3]
- 2007-08- Vice-campeão da Liga A Eslovena[5]
- 2008-09- 3º Lugar da Liga A2 Portuguesa
- 2009-10- 6º Lugar da Superliga Brasileira A[7]
- 2010-11- 12º Lugar da Superliga Brasileira A[9]
- 2012- Campeão da Superliga Brasileira B[11]
- 2012-13- 5º Lugar da Superliga Brasileira A[12]
- 2013—Campeão do Campeonato Gaúcho[1]

## Premiações individuais
- 2003-04-Melhor Atacante da Liga A Portuguesa[1]
- 2004-05-Melhor Bloqueador da Liga A Portuguesa[1]
- 2007-08-Melhor Bloqueador da Liga A Eslovena[1]
- 2007-08-Melhor Central da Liga A Eslovena[1]
- 2013-Melhor Bloqueador do Campeonato Gaúcho[1]